# Chironemus maculosus
Chironemus maculosus es una especie de pez del género Chironemus, familia Chironemidae. Fue descrita científicamente por Richardson en 1850.
Se distribuye por el Pacífico Occidental: Australia Occidental hasta el estrecho de Bass, Australia. También conocido en Nueva Zelanda. La longitud total (TL) es de 35 centímetros. Habita en arrecifes rocosos poco profundos recubiertos de algas.  
Está clasificada como una especie marina inofensiva para el ser humano.